# Gonzalo Zárate
Gonzalo Eulogio Zárate (n. 6 de agosto de 1984 en Rosario) es un futbolista argentino. Actualmente juega como delantero en el  Laussane de Suiza.

## Carrera
En el verano de 2007 Zárate inició jugando con el SC Kriens de la Segunda división de Suiza. Su nivel de goleo atrajo al también club Suizo Grasshopper, a donde pasó a préstamo el 15 de septiembre de 2007.
Pero antes de jugar en Suiza jugó para el PCC San José de la Asociación Rosarina de Fútbol de Argentina. Como juvenil jugó para Lanús y para Tiro Federal.
El 18 de mayo de 2010 se anunció que Zárate firmó para el Red Bull Salzburg. El 13 de julio de dicho año Zárate anotó su primer gol en el primer partido para el Red Bull, el cual fue marcado en una ronda calificatoria de la Liga de Campeones de la UEFA contra el HB Tórshavn.
Para mitad del 2012 ficha por el BSC Young Boys de Suiza.